# Cartoceto
Cartoceto est une commune italienne d'environ 7 950 habitants, située dans la province de Pesaro et Urbino, dans la région Marches, en Italie centrale.

## Administration
| Période                                  | Période     | Identité         | Étiquette                     | Qualité                      |
| ---------------------------------------- | ----------- | ---------------- | ----------------------------- | ---------------------------- |
| 1987                                     | 1995        | Sella Diego      |                               | Maire                        |
| 1995                                     | 1999        | Ceccolani Alfeo  |                               | Maire                        |
| 1999                                     | 2008        | Ivaldo Verdini   | Liste civique                 | Maire                        |
| 2008                                     | 7 juin 2009 | Angeloni Antonio |                               | Commissaire de la préfecture |
| 8 juin 2009                              | En cours    | Olga Valeri      | Liste civique de centre-droit | Maire                        |
| Les données manquantes sont à compléter. |             |                  |                               |                              |

### Hameaux
Lucrezia, Molinaccio, Pontemurello, Ripalta, Salomone, Sant'Anna

### Communes limitrophes
Fano, Mombaroccio, Montemaggiore al Metauro, Piagge, Saltara, Serrungarina

### Évolution démographique
Habitants recensés

### Jumelages
- Hügelsheim, dans le Land de Bade-Wurtemberg (Allemagne)